# Baby Boy (film)
Pour les articles homonymes, voir Baby Boy.
Pour plus de détails, voir Fiche technique et Distribution.
Baby Boy ou Bébé Lala au Québec est un film américain réalisé par John Singleton et sorti en 2001. Il met en scène les chanteurs Snoop Dogg et Tyrese Gibson, mais aussi les acteurs Ving Rhames, Tamara LaSeon Bass, Angell S. Conwell, Omar Gooding et Taraji P. Henson.

## Synopsis
Joseph « Jody » Summers est un jeune homme de 20 ans au chômage vivant dans un ghetto de Los Angeles. Père de deux enfants, de mères différentes (Yvette et Peanut), il vit encore chez sa mère. Son meilleur ami, Sweetpea, accumule les graves erreurs et a passé la plupart de sa vie en prison.
Juanita, la mère de Jody, a décidé de refaire sa vie à 36 ans après avoir fait la connaissance de Melvin, un ancien gangster. Elle force Jody à prendre sérieusement sa vie en main. L'arrivée de Melvin qui vient habiter chez eux va encore embrouiller les choses. Il reste de moins en moins de place pour un jeune qui se contente de prétendre sans jamais assumer.
Violence, rires, amour, larmes, autant de choses qui décrivent la vie de Jody qui va devoir affronter tous ceux qui font sa vie. Mais plus que tout, c'est sa propre peur de voler de ses propres ailes qu'il va devoir combattre, pour enfin cesser d'être un "baby boy".

## Fiche technique
Sauf indication contraire, les informations mentionnées dans cette section peuvent être confirmées par la base de données cinématographiques IMDb,  présente dans la section « Liens externes ».
- Titre français et original : Baby Boy
- Titre québécois : Bébé Lala
- Réalisation et scénario : John Singleton
- Musique : David Arnold
- Photographie : Charles Mills
- Montage : Bruce Cannon
- Costumes : Ruth E. Carter
- Producteur : John Singleton
- Société de production : Columbia Pictures
- Budget : 16 000 000 $
- Pays d'origine :  États-Unis
- Langue originale : anglais
- Format : couleur et noir et blanc - 1.85:1 - 35 mm - son : DTS / Dolby Digital / SDDS
- Genre : drame
- Durée : 130 minutes
- Dates de sortie :
  - États-Unis et Canada : 29 juin 2001
  - France : 19 septembre 2001

## Distribution
- Tyrese Gibson (VF : Bruno Henry) : Joseph « Jody » Summers / Baby Boy
- Ving Rhames (VF : Jean-Michel Martial) : Melvin
- Snoop Dogg (VF : Lucien Jean-Baptiste) : Rodney
- Omar Gooding (VF : Emil Abossolo-Mbo) : Sweet Pea
- Taraji P. Henson (VF : Magaly Berdy) : Yvette
- Mo'Nique : Patrice
- Tha Eastsidaz : les deux crétins

## Bande originale
Liste des titres
1. The Womb (Intro) - 1:14 (Tyrese)
2. Just a Baby Boy - 4:16 (Snoop Dogg featuring Tyrese & Mr. Tan)
3. Just a Man - 3:59 (Raphael Saadiq featuring Devin the Dude)
4. Focus (Interlude) - :22 (Tyrese & Taraji P. Henson)
5. Baby Mama - 4:44 (Three 6 Mafia featuring La Chat)
6. Talk Shit 2 Ya - 4:35 (D'Angelo featuring Marlon C)
7. I'd Rather Be With You - 4:55 (Bootsy Collins)
8. You"- 4:45 (Felicia Adams)
9. Jody Meets Rodney (Interlude) - :30 (Tyrese & Snoop Dogg)
10. Crip Hop - 5:03 (Tha Eastsidaz featuring Snoop Dogg)
11. Thatshowegetdown - 4:17 (B.G. featuring Baby & Lac)
12. Guns and Butter (Interlude) - :30 (Ving Rhames)
13. We Keep It G - 4:44 (Lost Angels)
14. Eat Sleep Think - 3:36 (Connie McKendrick)
15. Just to Keep You Satisfied - 4:24 (Marvin Gaye)
16. I Hate You (Interlude) - :41 (Tyrese & Taraji P. Henson)
17. Love & War - 5:21 (Anthony Hamilton featuring Macy Gray)
18. Straight Fucking - 4:59 (The Transistitions featuring Gator)
19. Baby Boy - 4:30 (Felicia Adams)